# A kis herceg (film, 2015)
A kis herceg (franciául Le Petit Prince) 2015-ben bemutatott angol nyelvű, francia 3D stop motion és számítógépes animációs technikával készült fantasy film, melyet Mark Osborne rendezett. A forgatókönyvet Antoine de Saint-Exupéry 1943-ban kiadott azonos című novellája alapján Irena Brignull írta. A film első animációs adaptációja a novella eredeti történetéhez stop motion technikát, a történet kiegészítéséhez pedig számítógépes animációt használ.
A szereplők eredeti hangját Jeff Bridges, Rachel McAdams, Paul Rudd, Marion Cotillard, James Franco, Benicio del Toro, Ricky Gervais, Bud Cort, Paul Giamatti, Albert Brooks és Mackenzie Foy adják.
A világpremier 2015. május 22-én volt a 68. Cannes-i filmfesztiválon versenyen kívüli vetítésként, melyet a francia mozibemutató követett 2015. július 29-én. Magyarországon 2015. november 5-től volt látható a mozikban.

## Szereplők
| Szereplők     | Eredeti hang     | Magyar hang        |
| ------------- | ---------------- | ------------------ |
| A kislány     | Mackenzie Foy    | Vida Sára          |
| A pilóta      | Jeff Bridges     | Csuja Imre         |
| Az anya       | Rachel McAdams   | Pálfi Kata         |
| A kis herceg  | Riley Osborne    | Berecz Kristóf Uwe |
| Herceg úr     | Paul Rudd        | Fehér Tibor        |
| A róka        | James Franco     | Széles Tamás       |
| A rózsa       | Marion Cotillard | Kisfalvi Krisztina |
| A kígyó       | Benicio del Toro | Rajkai Zoltán      |
| Az üzletember | Albert Brooks    | Szabó Győző        |
| A tanár       | Paul Giamatti    | Jakab Csaba        |
| A hiú         | Ricky Gervais    | Kerekes József     |
| A király      | Bud Cort         | Cs. Németh Lajos   |
| A rendőr      | Jeffy Branion    | Moser Károly       |